# 杨小茸
杨小茸（1962年4月—），女，中华人民共和国外交官，曾任中华人民共和国驻马达加斯加共和国特命全权大使和中华人民共和国驻卢森堡大公国特命全权大使。

## 生平
杨小茸毕业于北京大学。1984年，进入中华人民共和国外交部工作，先后在外交部西欧司、驻法国大使馆任职。2004年，任驻欧盟使团参赞。2008年，任外交部政策规划司参赞。2011年，任驻瑞士大使馆公使衔参赞。2013年，任外交部政策规划司副司长。2016年2月，出任中华人民共和国驻马达加斯加大使。2020年9月，出任中华人民共和国驻卢森堡大使。2022年5月，自驻卢森堡大使离任。

## 家庭
有一子。